# Teatre Rus, Tallinn
El Teatre Rus (en rus: Русский театр Эстонии, en estonià: Vene Teater) és un teatre de llengua russa a Tallinn, Estònia. Està ubicat en un edifici que es va construir originalment com a cinema l'any 1926 i és d'estil Art déco. La Sala principal té un aforament de 661 seients, però també hi ha la Sala del Mirall, que disposa de 70 places.

## Història
A Tallinn hi ha una petita comunitat de teatre rus des de finals del segle XIX; va créixer després de la revolució russa, quan els actors russos es van establir a Estònia com a refugiats. No obstant això, un teatre permanent en llengua russa no es va instal·lar a la ciutat fins al 1948. El 15 de desembre d'aquell any es va representar Семья пилотов [Família de pilots], de V. Suponev, dirigida per Vsevolod Aksenov. El repartiment estava constituït per antics alumnes de l'Institut Rus d'Arts Teatrals (GITIS).
De 1948 a 2005, i durant l'ocupació soviètica d'Estònia, va ser un dels diversos teatres en llengua russa de la Unió Soviètica i també va girar per tot el país. El teatre es va anomenar aleshores Riikliku Vene Draamateatri [Teatre Dramàtic Rus de l'Estat]. Des de 2005, en què Estònia va recuperar la seva independència, s'anomena simplement Vene Teater [Teatre Rus] i el teatre s'ha centrat més en un públic local.

## Repertori
Al llarg dels anys la companyia del Teatre Rus de Tallinn ha representat més de 500 produccions, amb diversitat de repertori. Així, ha posat en escena dramatúrgia russa i estrangera contemporània, clàssics russos –d'Anton Txékhov i Aleksandr Griboiédov, Ivan Turgenev, Gogol o Puixkin– i estrangers –Schiller, Carlo Goldoni, A. de Musset, Ibsen, Calderón, Molière o Shakespeare–, drama estonià i també produccions infantils. Hi han treballat directors russos i estonians rellevants, com per exemple Andrei Tarkovski o Roman Viktiuk, i Voldemar Panso, Kaarin Raid, Ingo Normet o Kalju Komissarov, respectivament. I cada temporada, deu o onze produccions noves es munten en el teatre.
Des de 1930 fins al 2005, al soterrani de l'edifici va existir un casino anomenat Astoria (originalment Dancing-Palace Gloria). Actualment disposa de servei de bar i restaurant.